# Lonicera inodora
Lonicera inodora är en kaprifolväxtart som beskrevs av William Wright Smith. Lonicera inodora ingår i släktet tryar, och familjen kaprifolväxter. Inga underarter finns listade i Catalogue of Life.